# Engelse Amerikanen
Engelse Amerikanen (Engels: English Americans), ook wel Anglo-Amerikanen genoemd, zijn Amerikanen met een gedeeltelijke of volledige Engelse afkomst.
Volgens de volkstelling van 2010 is 9% van de Amerikaanse bevolking van Engelse afkomst, daarmee zijn ze de derde grootste groep na de Duitsers en de Ieren. Echter vermoedt men dat de groep veel groter moet zijn dan aangegeven. In 2000 werd bij de volkstelling de nieuwe categorie Amerikaan aangegeven als afkomst, waarvoor vele Engelsen wellicht gekozen hebben. Ook zullen mensen met een gemengde afkomst vaker voor een ander land gekozen hebben. Volgens de volkstelling van 1980 waren er immers nog 49 miljoen mensen van Engelse origine oftewel 26,34% van de bevolking.

## Galerij

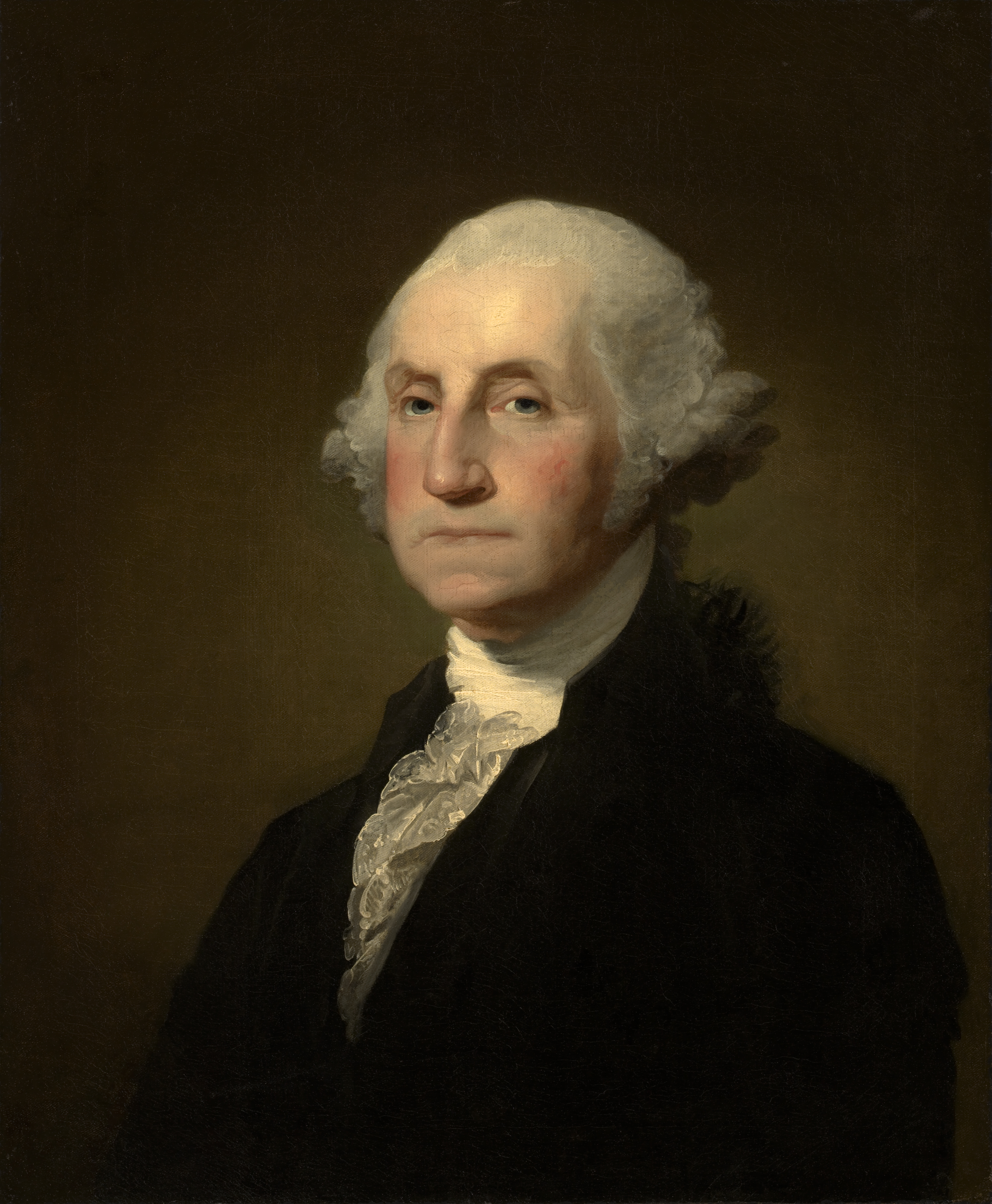
George Washington
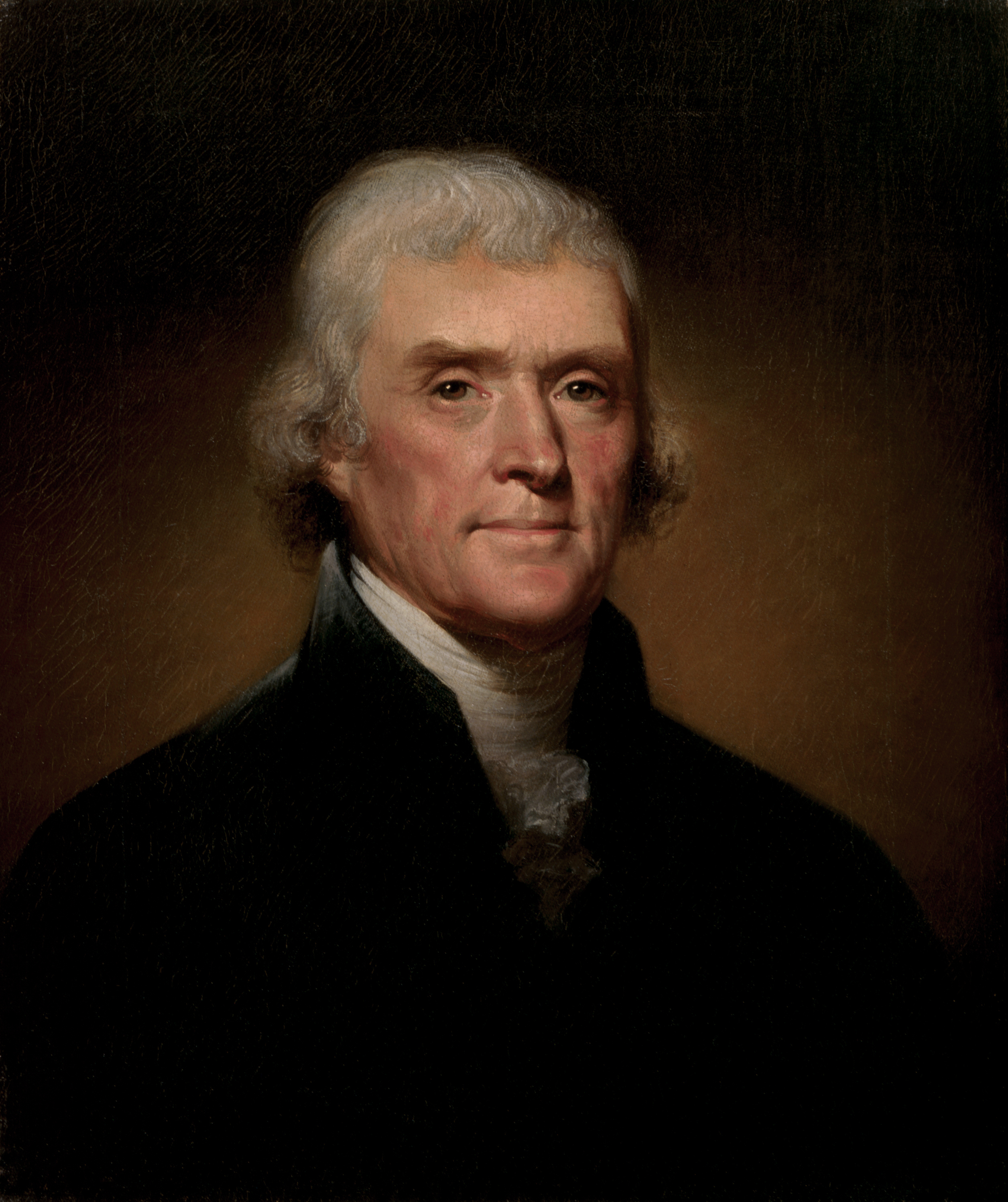
Thomas Jefferson
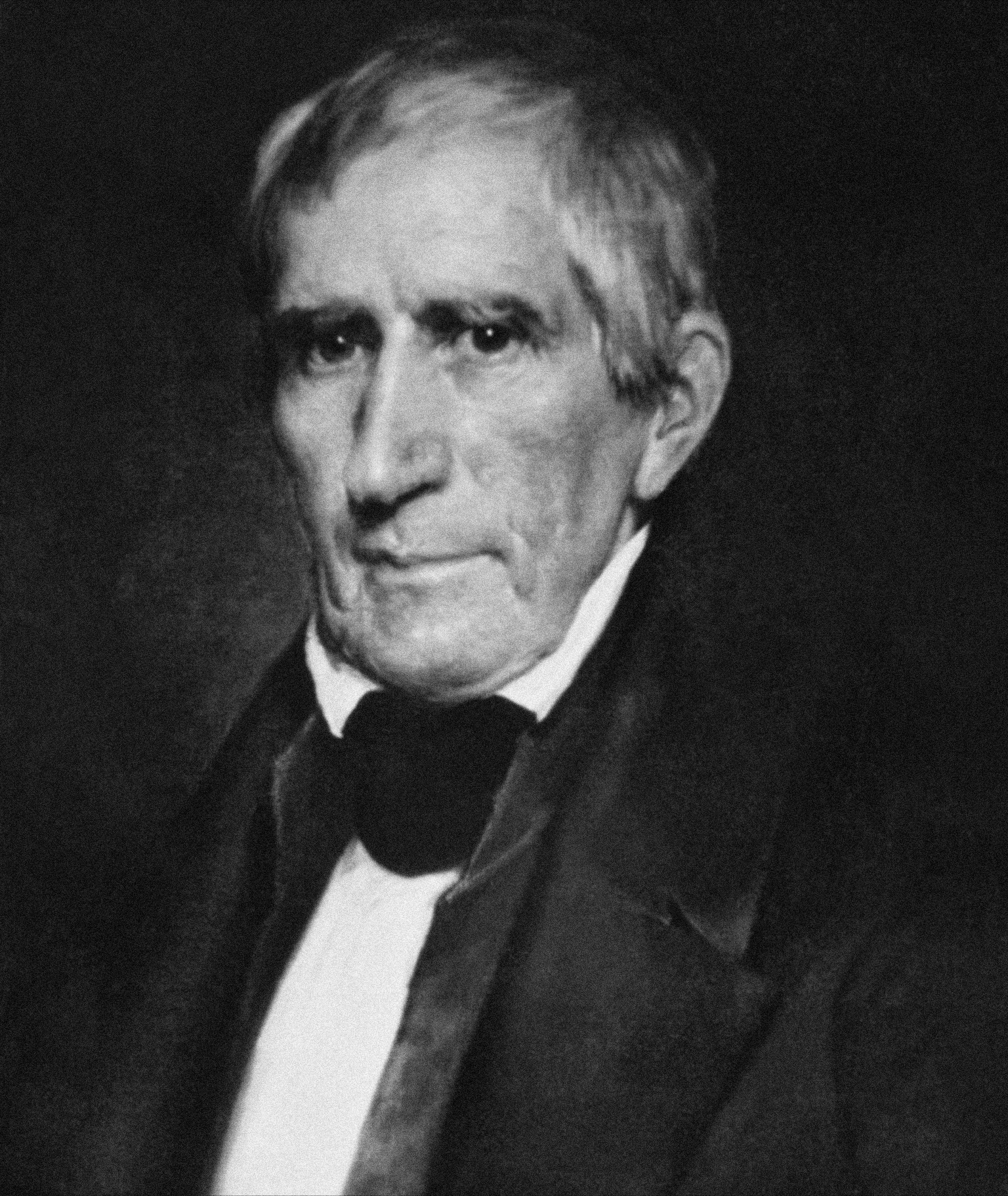
William Henry Harrison
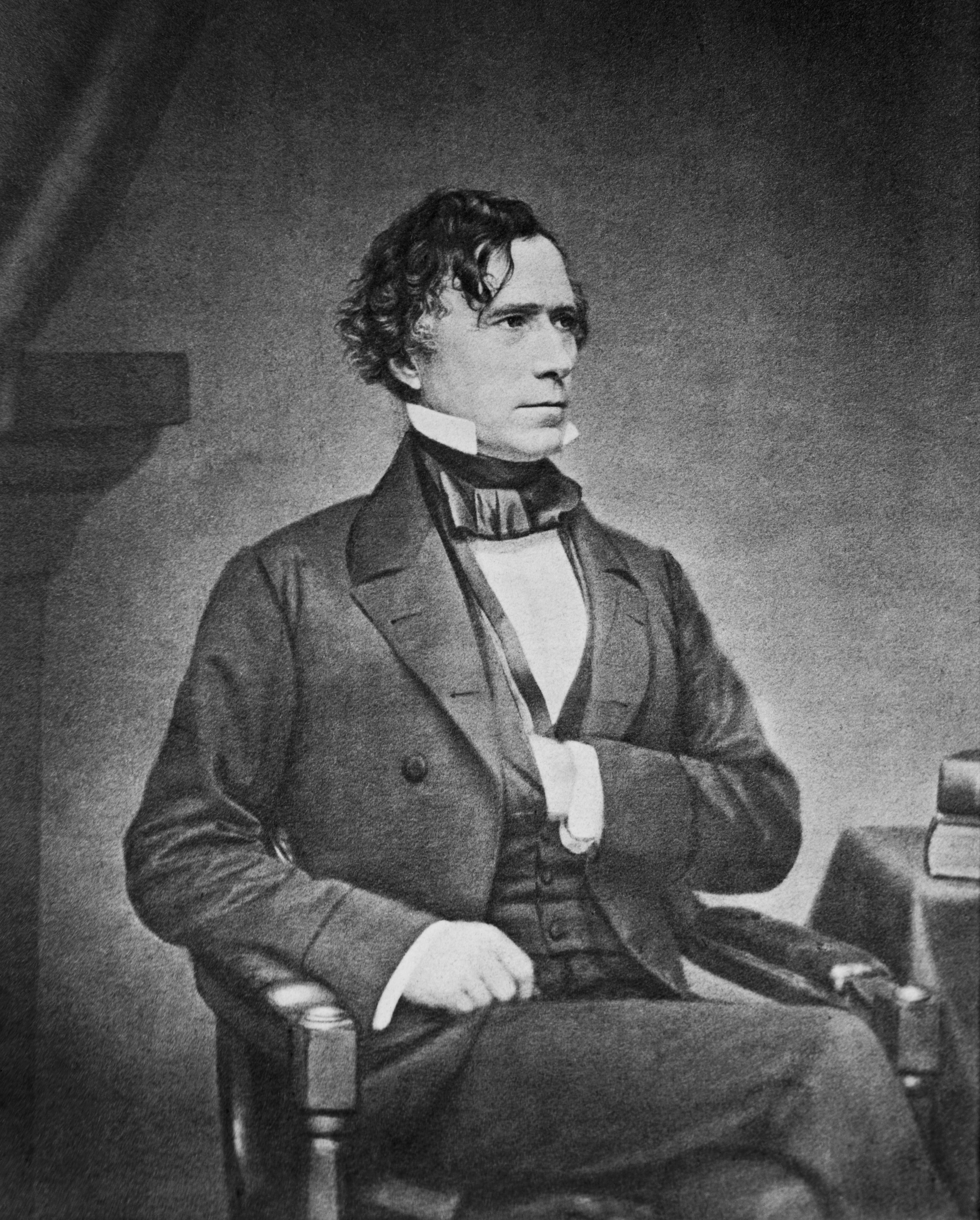
Franklin Pierce
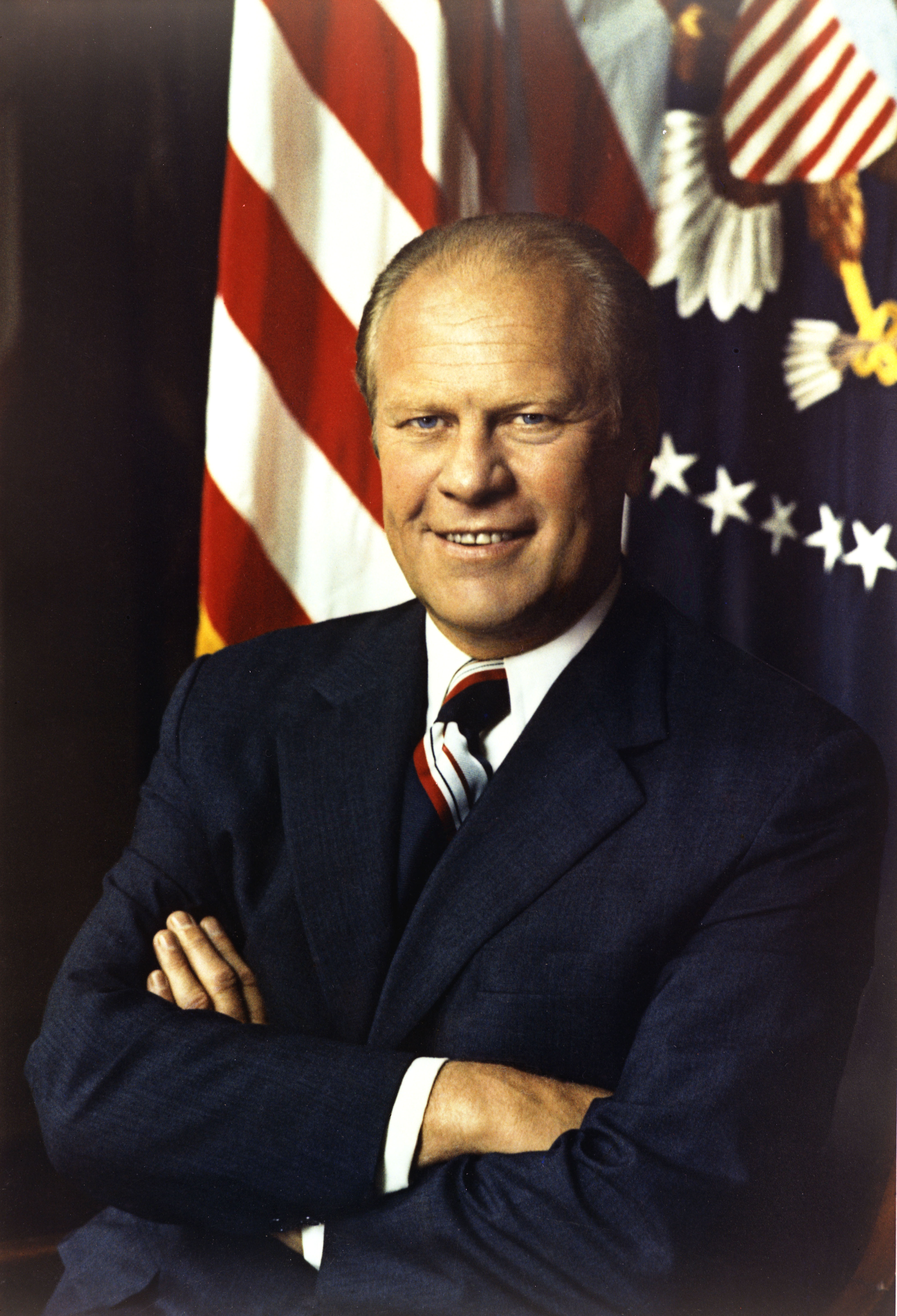
Gerald Ford
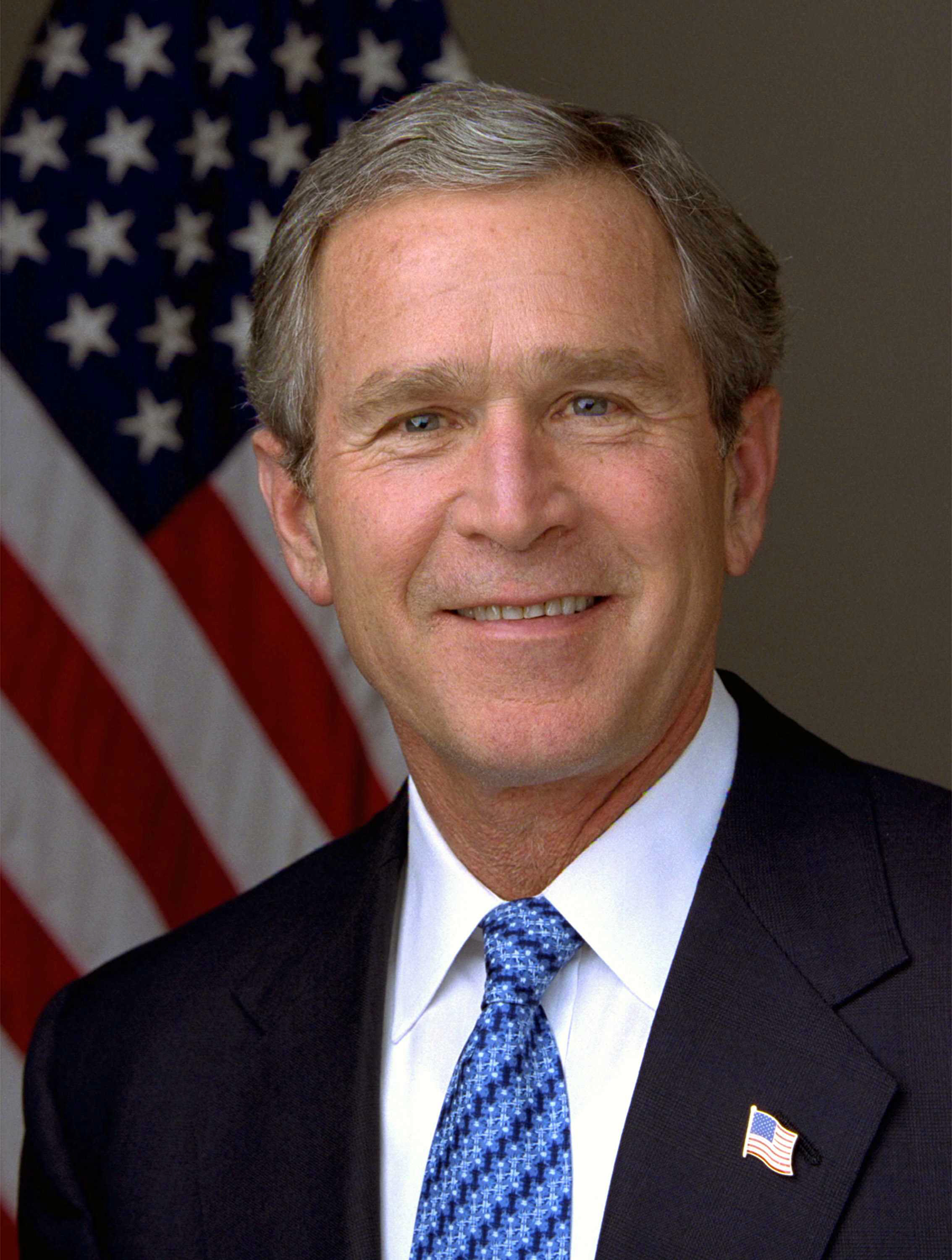
George W. Bush